# Krasznoarmejszkij járás (Krasznodari határterület)

A Krasznoarmejszkij járás a Krasznodari határterületen

A Krasznoarmejszkij járás (oroszul Красноармейский муниципальный район) Oroszország egyik járása a Krasznodari határterületen. Székhelye Poltavszkaja.

## Népesség
- 1989-ben 93 434 lakosa volt.
- 2002-ben 103 874 lakosa volt, melyből 96 333 orosz (92,7%), 2 388 ukrán, 2 184 örmény, 398 fehérorosz, 351 német, 344 cigány, 281 tatár, 123 görög, 112 grúz, 86 azeri, 71 török, 27 adige.
- 2010-ben 102 508 lakosa volt.

Az örmények százalékos aránya Trudobelikovszkij településen haladja meg jelentősen a járási összességben kimutatható arányszámukat.